# Riposte armée
Pour les articles homonymes, voir Riposte.
 (octobre 2019).
Si vous disposez d'ouvrages ou d'articles de référence ou si vous connaissez des sites web de qualité traitant du thème abordé ici, merci de compléter l'article en donnant les références utiles à sa vérifiabilité et en les liant à la section « Notes et références ».
Riposte armée (Armed Response) est un film d'action horrifique américain réalisé par John Stockwell et sorti en 2017. Il est produit par Wesley Snipes, qui tient également le rôle principal. Le casting est composé d'Anne Heche, Dave Annable et Colby Lopez. Le film a été produit par Erebus Pictures, en collaboration avec WWE Studios et Gene Simmons. Le film a été distribué en France, le 7 décembre 2017 en DVD.

## Synopsis
Une unité de l'armée se retrouve prisonnière d'une enceinte gérée par une intelligence artificielle.

## Distribution
- Wesley Snipes (VQ : Jean-Luc Montminy) : Isaac
- Anne Heche (VQ : Linda Roy): Riley
- Dave Annable : Gabriel
- Colby Lopez : (VQ : Tristan Harvey) Brett

 Source et légende : version québécoise (VQ) sur Doublage.qc.ca

## Accueil critique
Le film a obtenu le score de 0% sur le site de Rotten Tomatoes.